# دون د. فولر
دون د. فولر (بالإنجليزية: Don D. Fowler)‏ هو عالم آثار أمريكي، ولد في 1936.